# Hallenradsport-Weltmeisterschaften 2018
Die Hallenradsport-Weltmeisterschaften 2018 fanden vom 23. bis 25. November in Lüttich statt. Schauplatz war die Country Hall im Ortsteil Sart-Tilman. Es gab Wettkämpfe im Radball und Kunstradfahren.

## Radball
Das Männer-Turnier umfasste zwei Gruppen: Gruppe A mit den sechs stärksten Nationen des Vorjahres und Gruppe B mit sieben weiteren Mannschaften.
In beiden Gruppen spielte zunächst jede Mannschaft gegen jede andere. Die fünf bestplatzierten Mannschaften der Gruppe A ermittelten anschließend in einem modifizierten K.-o.-System den Weltmeister. Der Tabellensechste der Gruppe A trat gegen den Sieger der Gruppe B um den Aufstieg respektive Verbleib in Gruppe A an.

### Männer Gruppe A
Vorrunde
| Rang | Team        | Osterreich | Deutschland | Schweiz | Tschechien | Belgien | Frankreich | S | U | N | Tore    | Punkte |
| ---- | ----------- | ---------- | ----------- | ------- | ---------- | ------- | ---------- | - | - | - | ------- | ------ |
| 1.   | Österreich  |            | 8:6         | 8:5     | 9:3        | 7:2     | 10:3       | 5 | 0 | 0 | 42 : 19 | 15     |
| 2.   | Deutschland | 6:8        |             | 8:1     | 4:4        | 6:3     | 3:2        | 3 | 1 | 1 | 27 : 18 | 10     |
| 3.   | Schweiz     | 5:8        | 1:8         |         | 5:3        | 6:2     | 4:2        | 3 | 0 | 2 | 21 : 23 | 9      |
| 4.   | Tschechien  | 3:9        | 4:4         | 3:5     |            | 1:1     | 7:3        | 1 | 2 | 2 | 18 : 22 | 5      |
| 5.   | Belgien     | 2:7        | 3:6         | 2:6     | 1:1        |         | 5:4        | 1 | 1 | 3 | 13 : 24 | 4      |
| 6.   | Frankreich  | 3:10       | 2:3         | 2:4     | 3:7        | 4:5     |            | 0 | 0 | 5 | 14 : 29 | 0      |

Finalrunde
|  | 2. Runde | 2. Runde    | 2. Runde |  |  | 3. Runde    | 3. Runde   | 3. Runde |  |  | Halbfinale | Halbfinale | Halbfinale |  |                  | Finale           | Finale           | Finale |
|  |          |             |          |  |  |             |            |          |  |  |            |            |            |  |                  |                  |                  |        |
|  | Spiel 1  |             |          |  |  |             |            |          |  |  |            |            |            |  |                  |                  |                  |        |
|  | 2        | Deutschland | 12       |  |  |             |            |          |  |  |            |            |            |  |                  |                  |                  |        |
|  | 5        | Belgien     | 0        |  |  |             |            |          |  |  |            |            |            |  |                  |                  |                  |        |
|  |          |             |          |  |  | Deutschland | 5          |          |  |  |            |            |            |  |                  |                  |                  |        |
|  | Spiel 2  | Spiel 2     | Spiel 2  |  |  | Schweiz     | 4          |          |  |  |            |            |            |  |                  |                  |                  |        |
|  | 3        | Schweiz     | 9        |  |  |             |            |          |  |  |            |            |            |  |                  |                  |                  |        |
|  | 4        | Tschechien  | 3        |  |  |             |            |          |  |  |            |            |            |  |                  | Deutschland      | 6                |        |
|  |          |             |          |  |  |             |            |          |  |  |            |            |            |  |                  | Österreich       | 8                |        |
|  |          |             |          |  |  | V1          | Belgien    | 5        |  |  |            |            |            |  |                  |                  |                  |        |
|  |          |             |          |  |  | V2          | Tschechien | 2        |  |  |            | Österreich | 8          |  | Spiel um Platz 3 | Spiel um Platz 3 | Spiel um Platz 3 |        |
|  |          |             |          |  |  |             |            |          |  |  | 1          | Belgien    | 2          |  |                  |                  | Schweiz          | 5      |
|  |          |             |          |  |  |             |            |          |  |  |            |            |            |  |                  |                  | Belgien          | 2      |

Endstand
| Rang | Land        | Spieler           | Spieler          |
| ---- | ----------- | ----------------- | ---------------- |
| 1    | Österreich  | Patrick Schnetzer | Markus Bröll     |
| 2    | Deutschland | Bernd Mlady       | Gerhard Mlady    |
| 3    | Schweiz     | Roman Schneider   | Paul Looser      |
| 4    | Belgien     | Brecht Damen      | Niels Dirikx     |
| 5    | Tschechien  | Jiří Hrdlička     | Pavel Loskot     |
| 6    | Frankreich  | Mathias Seyfried  | Quentin Seyfried |

### Männer Gruppe B
| Rang | Land          | Spieler               | Spieler                     |
| ---- | ------------- | --------------------- | --------------------------- |
| 1    | Liechtenstein | Markus Schönenberger  | Lukas Schönenberger         |
| 2    | Japan         | Yuma Takahashi        | Yusuke Murakami             |
| 3    | Hongkong      | Ho Wing Tai           | Kwan Chun Hin               |
| 4    | Ungarn        | Bence Krausz          | Viktor Ocsik                |
| 5    | Armenien      | Arnak Mkhitaryan      | Artak Voskanyan             |
| 6    | Malaysia      | Mohamad Zikri Dahalan | Muhammad Dhiaulhaq Zulkifli |
| 7    | Kanada        | Jean Saucier          | Luke Lauzon                 |

### Relegation
Liechtenstein trat als Sieger der Gruppe B im Relegationsspiel gegen das Team aus Frankreich – den Tabellensechsten der Gruppe A – um den Aufstieg respektive Verbleib in Gruppe A an.
 Frankreich 3 – 2  Liechtenstein

## Kunstradfahren
Das Wettbewerbsprogramm blieb im Vergleich zu den Vorjahren unverändert. Es wurden Wettkämpfe im Einer- und Zweier-Kunstradfahren der Frauen, im Einer-Kunstradfahren der Männer und im Zweier- und Vierer-Kunstradfahren der offenen Klasse durchgeführt.
Jeder Teilnehmer bzw. jedes Team hatte eine Kür zu fahren. Diese dauerte maximal fünf Minuten und beinhaltete verschiedene Elemente mit unterschiedlichen Schwierigkeitsstufe, die mit der Grundpunktzahl addiert als Basis für die Bewertung dienten (eingereichte Punkte). Das Endresultat ergab sich nach Abzug der Fehlerpunkte (ausgefahrene Punkte). Die vier Besten qualifizierten sich für das Finale, in dem die Medaillen ausgefahren wurden.

### Einer Frauen
Insgesamt nahmen an diesem Wettkampf 23 Athletinnen aus 15 Nationen teil.
- Michelle Lynn Bestler
- Denise Boller
- Tatika Bovendaerde
- Tamaris Franke Fontinha
- Zsófia Hugyecz
- Nazuki Kondo
- Jeannette Lyonnet
- Adriana Mathis
- Adéla Přibylová
- Dóra Rákócza
- Alice Rieb
- Laura Rissé
- Brenta Schrooten
- Jennifer Schrooten
- Iris Schwarzhaupt
- Milena Slupina
- So Cheuk Lam
- Julianna Sugta
- Seraina Waibel
- Nathalie Walter
- Isabella Zübner
- Panna Zan-Fabian
- Natália Žibrita

Folgende vier Fahrerinnen kamen ins Finale:
| Rang | Land        | Fahrerin          | einger. | ausgef. |
| ---- | ----------- | ----------------- | ------- | ------- |
| 1    | Deutschland | Iris Schwarzhaupt | 199,90  | 185,44  |
| 2    | Deutschland | Milena Slupina    | 194,50  | 183,67  |
| 3    | Österreich  | Adriana Mathis    | 182,10  | 176,34  |
| 4    | Schweiz     | Seraina Waibel    | 178,40  | 162,94  |

### Einer Männer
Es nahmen 24 Sportler aus 15 Nationen teil.
- Lukas Burri
- Chan Lat Tin
- Géry Covent
- Jordy Erens
- Gauthier Fournier
- Dominic Franke Fontinha
- Jann Frei
- Ondřej Hanzlíček
- Daniel Andrés Hecktor
- Moritz Herbst
- Sebastian Hey
- Mohamad Iezuan Jamian
- Lukas Kohl
- Lei Fai
- Jakub Mašek
- Maxime Rieb
- Tomáš Rozbořil
- Marcel Schnetzer
- Christopher Schobel
- Martin Schön
- Kosuke Shibayama
- Lorenzo Vandorpe
- Csaba Varga
- Wong Chin To

Folgende vier Fahrer kamen ins Finale:
| Rang | Land        | Fahrer        | einger. | ausgef. |
| ---- | ----------- | ------------- | ------- | ------- |
| 1    | Deutschland | Lukas Kohl    | 208,00  | 200,36  |
| 2    | Deutschland | Moritz Herbst | 204,90  | 184,74  |
| 3    | Hongkong    | Wong Chin To  | 191,40  | 177,96  |
| 4    | Schweiz     | Lukas Burri   | 180,00  | 170,12  |

### Zweier Frauen
Am Wettkampf nahmen 11 Teams aus sieben Nationen teil. Ins Finale kamen folgende Paare:
| Rang | Land        | Fahrerin 1          | Fahrerin 2          | einger. | ausgef. |
| ---- | ----------- | ------------------- | ------------------- | ------- | ------- |
| 1    | Deutschland | Lena Bringsken      | Lisa Bringsken      | 149,90  | 135,24  |
| 2    | Deutschland | Sophie-Marie Wöhrle | Caroline Wurth      | 150,40  | 121,40  |
| 3    | Österreich  | Rosa Kopf           | Svenja Bachmann     | 124,50  | 116,21  |
| 4    | Schweiz     | Irina Christinger   | Nathalie Steinemann | 122,90  | 110,18  |

### Zweier offen
Am Start waren sechs Paare aus Deutschland, der Schweiz, Hongkong, Tschechien und Frankreich. Ins Finale kamen folgende vier:
| Rang | Land        | Fahrer 1               | Fahrer 2       | einger. | ausgef. |
| ---- | ----------- | ---------------------- | -------------- | ------- | ------- |
| 1    | Deutschland | Serafin Schefold       | Max Hanselmann | 167,30  | 155,06  |
| 2    | Schweiz     | Fabienne Hammerschmidt | Lukas Burri    | 158,60  | 134,78  |
| 3    | Deutschland | Nina Stapf             | Patrick Tisch  | 162,70  | 127,29  |
| 4    | Hongkong    | Lim Tsz Hin            | Lim Tsz Leung  | 130,10  | 109,24  |

### Vierer
Das Teilnehmerfeld bestand aus vier Teams, so dass keine Final-Qualifikation erforderlich war. Deutschland war durch den vom RSV Steinhöring vertreten, die Schweiz durch den RV Sirnach, Österreich durch RC Mazda Hagspiel Höchst und die Slowakei durch den ŠKC Kolárovo.
| Rang | Land        | Fahrer(innen)                                                  | einger. | ausgef. |
| ---- | ----------- | -------------------------------------------------------------- | ------- | ------- |
| 1    | Deutschland | Julia Dörner Katharina Gülich Annamaria Milo Ramona Ressel     | 230,30  | 216,76  |
| 2    | Schweiz     | Céline Burlet Jennifer Schmid Melanie Stahel Flavia Zuber      | 239,70  | 204,93  |
| 3    | Österreich  | Leonie Huber Lea Schneider Lukas Schneider Julia Wetzel        | 211,20  | 192,36  |
| 4    | Slowakei    | Henrietta Domin Eszter Kulich Rebeka Mihalics Panna Dóra Szábo | 191,90  | 169,54  |

## Medaillenspiegel
| Platz  | Land        | Gold | Silber | Bronze | Gesamt |
| ------ | ----------- | ---- | ------ | ------ | ------ |
| 1      | Deutschland | 5    | 4      | 1      | 10     |
| 2      | Österreich  | 1    | 0      | 3      | 4      |
| 3      | Schweiz     | 0    | 2      | 1      | 3      |
| 4      | Hongkong    | 0    | 0      | 1      | 1      |
| Gesamt | Gesamt      | 6    | 6      | 6      | 18     |